# Lucio Furio Medulino (tribuno consular 381 a. C.)
Lucio Furio Medulino (en latín Lucius Furius Medullinus). L. Furius SP. F. L. N. Medulino, hijo del tribuno consular Espurio Furio Medulino, fue dos veces tribuno militar con poderes consulares, en los años 381 a. C., y 370 a. C. En su primer tribunado consular, se le unió en el comando de la guerra contra los volscos a Marco Furio Camilo. Medulino fue, producto de su imprudencia, derrotado por el enemigo. Camilo, sin embargo, lo rescató, y después lo nombró su colega en una segunda campaña. Medulino fue censor en 363 a. C.